# Idioma nara
El nara (también llamado nera, barya o barea, este último está en desuso) es una nilo-sahariana de la rama sudánica oriental, siendo el segundo idioma nilótico hablado en Eritrea occidental, en la región de Gash-Barka.
Esta lengua ha sido confundida con el kunama, con la que está, como mucho, muy remotamente relacionado. De acuerdo con Tsige Hailemichael, "el idioma nara está en peligro de desaparecer en breve". El idioma nara prácticamente no tiene historia de tradición literaria hasta 1976. Desde la década de 1990, el Ministerio de Educación de Eritrea ha intentado fortalecer el uso oral y escrito del nara.

## Clasificación
El nara es clasificado dentro de las lenguas sudánicas orientales, aunque su posición dentro del grupo es poco clara. Para algunos autores formaría parte del grupo septentrional de las lenguas sudánicas orientales (grupo k o grupo astabora). Aunque el programa de clasificación ASJP, basado en la similitud léxica, muestra que el nara en ese aspecto es más cercano a las lenguas daju del grupo meridional (grupo n o grupo kir-abbai).